# Ekonomický ústav Akademie věd České republiky
Ekonomický ústav AV ČR, v. v. i. (EKÚ AV ČR) je česká veřejná výzkumná instituce, jeden z ústavů Akademie věd České republiky. Založen byl v roce 1992 jako Národohospodářský ústav AV ČR (tento název nesl do roku 2024). Sídlí na Novém Městě v Praze (v Schebkově paláci) a zabývá se výzkumem v oblasti ekonomických teorií, konkrétně teoretickým a empirickým výzkum v oblastech makroekonomie, mikroekonomie, veřejných financí, ekonometrie, ekonomie práce a vzdělávání, struktury a organizace trhů, mezinárodního obchodu, mezinárodních financí, ekonomie životního prostředí a energetiky, ekonomie zdravotnictví, experimentální ekonomie a ekonomické integrace s důrazem na otázky Evropské unie a přechod zemí k tržní ekonomice.
Ve spolupráci s Centrem pro ekonomický výzkum a doktorské studium Univerzity Karlovy (CERGE) založil ústav v roce 1999 společné pracoviště CERGE-EI.